# Elle Andersdatter
Elle Andersdatter (død omkring 1643) var en dansk salmedigter som ifølge traditionen skal ha været borgerhustru i Maribo på Lolland.
I de svenske salmebøger er hun repræsenteret med to salmer: "I hoppet sig min frälsta själ förnöjer" og "Eja, mitt hjärta, hur innerlig". Disse er egentlig den samme salme, men i forskellig sprogdragt i forskellige salmebøger. Denne salme findes også i Norsk Salmebok under titlen "Eia, mitt hjerte inderlig".
I en dansk salmebog fra 1645 kaldes salmen "En skjønn åndelig vise om alle troende Guds barns glede i det evige livet", hvor det første bogstav i hvert vers af originalen danner navnet "Elle Andersdatter" og er et såkaldt akrostikon. Dette har fået enkelte til at mene at salmen snarere er skrevet til hende end af hende.